# 裏映像盤。
『裏映像盤。』(うらえいぞうばん。)は、日本のヴィジュアル系バンド、R指定が2009年8月25日に発売した、通算1枚目となるビデオ・クリップ集である。

## 概要
- R指定初の映像作品。
- 2ndミニアルバム『裏音源盤。』収録曲の「メンタル≠ヘルプ」や、1stミニアルバム『オカルト地獄』収録曲の「センチメンタル」と、他シングル3曲を含めた計5曲のPVが収録されており、特典映像が収録されている。

## 収録曲
1. メンタル≠ヘルプ
2. 盲目少女
3. 親不孝通りは今日も雨。
4. 玉砕メランコリィ
5. センチメンタル